# Trận Hokuetsu
Trận Hokuetsu (北越戦争 Hokuetsu senso, Trận Bắc Việt) là một trận đánh trong Chiến tranh Boshin thời Minh Trị Duy Tân, diễn ra vào năm 1868 tại phái Tây Bắc Nhật Bản, ngày nay là tỉnh Niigata.

## Bối cảnh
Chiến tranh Boshin bùng nổ năm 1868 giữa các lực lượng ủng hộ việc phục hồi quyền lực chính trị cho Thiên hoàng và chính quyền Mạc phủ Tokugawa. Chính quyền Meiji mới đánh bại quân đội của Shōgun Tokugawa Yoshinobu (phần lớn từ các phiên phía Tây như Satsuma và Chōshū) trong Trận Toba-Fushimi, và sau đó chia làm 3 đạo tiến đến sào huyệt của Shogun tại Edo. Quân triều đình hành quân dọc bờ biển Nhật Bản do Yamagata Aritomo và Kuroda Kiyotaka chỉ huy.

## Tóm tắt
Makino Tadakuni, daimyō của Nagaoka, ở tỉnh Echigo (ngày nay là tỉnh Niigata, là người ủng hộ Mạc phủ Tokugawa, và từ chối quy thuận triều đình thậm chí sau khi thành Edo thất thủ. Với sự trợ giúp của hai thương gia người Phổ (anh em Edward và Henry Schnell) làm cố vấn quân sự, ông mua hai khẩu súng máy (ngoài ra chỉ có duy nhất một khẩu khác ở Nhật Bản khi đó), 2.000 súng trường Pháp, và nhiều vũ khí khác.
Ngày 4 tháng 5 năm 1868, Nagaoka tham gia Liên minh phương Bắc chống lại triều đình mới. Quân triều đình với mục đích chiếm cảng Niigata để cung cấp vũ khí và binh lính dễ dàng cho chiến dịch chống lại Aizu và Shōnai, hai trung tâm kháng cự chính.
Trong chiến dịch sau đó, lính triều đình thiệt hại nặng nề trên đất liền, đặc biệt là do súng máy của Nagaoka. Cùng lúc đó, một đội đặc công nhỏ đến Nagaoka bằng đường biển, và nổi lửa đốt nó. Thành thất thủ ngày 8 tháng 7 năm 1868. Một hành động thứ yếu diễn ra hai tháng sau đó, khi số quân còn lại của Nagaoka, cùng với binh lính từ Aizu, chiếm lại được thành ngày 10 tháng 9, khiến phe triều đình hoảng loạn. Tuy vậy, bên tấn công cũng chịu thiệt hại nghiêm trọng, bao gồm tư Kawai Tsugunosuke, người bị thương trong trận này và sau đó chết vì chứng hoại thư ở Aizu. Tòa thành bị quân triều đình chiếm lại ngày 15 tháng 9.

## Sau trận đánh
Trận Hokuetsu chấm dứt sự kháng cự cuối cùng với chính quyền Meiji trên bờ biển Nhật Bản ở đảo Honshū, và cô lập trung tâm kháng cự cuối cùng: Aizu. Sau một nỗ lực bất thành chặn đứng bước tiến của quân triều đình trong Trận đèo Bonari, trận đánh then chốt tiếp theo của chiến tranh Boshin là Trận Aizu.

## Link liên quan
- The Boshin War Lưu trữ ngày 7 tháng 11 năm 2007 tại Wayback Machine (Japanese)